# Ciświca
Ciświca – część miasta Jarocin w Polsce położonego w województwie wielkopolskim, w powiecie jarocińskim, w gminie Jarocin.
Przed 2021 r. wieś w gminie Jarocin. Teren wsi włączono 1.01.2021 r. do miasta Jarocin, przez co Ciświca stała się częścią miasta
Na terenie Jarocina jest też druga Ciświca (SIMC 0936807), o współrzędnych 51°56′45″N 17°29′51″E/51,945833 17,497500.
W latach 1975–1998 miejscowość należała administracyjnie do województwa kaliskiego.
W Ciświcy urodził się Wacław Wawrzyniak, burmistrz Fordonu.